# Кунц, Эрих (певец)
Э́рих Кунц (нем. Erich Kunz; 20 мая 1909, Вена — 8 сентября 1995, там же) — австрийский певец (баритональный бас).

## Биография
Учился в венской Академии музыки и сценического искусства. С 1941 был солистом Венской государственной оперы. Пел в театрах «Метрополитен-опера», «Ковент-Гарден», «Ла-Скала». Участвовал в Зальцбургских и Байрейтских фестивалях. Прославился как исполнитель буффонадных партий в операх В. А. Моцарта. Выступал как концертирующий певец.

## Оперные партии
- «Волшебная флейта» В. А. Моцарта — Папагено
- «Дон Жуан» В. А. Моцарта — Лепорелло
- «Нюрнбергские мейстерзингеры» Р. Вагнера — Бекмессер